# Lance Stroll
Lance Strulovitch (* 29. října 1998 Montréal), známý jako Lance Stroll, je kanadský automobilový závodník. V současnosti je jezdcem týmu Aston Martin ve Formuli 1.
Je synem miliardáře Lawrence Strolla, jednoho z nejbohatších Kanaďanů, automobilového nadšence a majitele týmu Aston Martin F1 Team. Vyrůstal v Ženevě, od 10 let závodil v motokárách a v roce 2010 vstoupil do akademie Ferrari. V roce 2014 přestoupil do juniorské formule a rovnou vyhrál italský šampionát Formule 4 s týmem Prema Powerteam. V roce 2015 vyhrál novozélandskou sérii Toyota Racing a v roce 2016 s Premou ovládl Formuli 3.
V roce 2017 podepsal smlouvu s Williamsem, debutoval jako 18letý v Grand Prix Austrálie 2017. První pódiové umístění získal tentýž rok v Grand Prix Ázerbájdžánu a stal se tak druhým nejmladším jezdcem, který pódium získal. Pro rok 2019 Stroll podepsal smlouvu s týmem Racing Point, který nedlouho předtím koupil jeho otec. V týmu, který se později přejmenoval na Aston Martin, působí dodnes.
Celkem ve Formuli 1 získal 1 pole position a 3krát skončil mezi třemi nejlepšími. S Aston Martinem má smlouvu nejméně do konce roku 2026.

## Formule 1

### Williams (2017–2018)

#### 2017
Dne 3. listopadu 2016 oznámil tým Williams, že pro něj bude Stroll v sezóně 2017 jezdit.
První tři závody v Austrálii, Číně a Bahrajnu nedokončil. Závod v Rusku dokončil těsně mimo body na jedenáctém místě. Ve Španělsku skončil na šestnáctém místě. V sedmdesátém prvním kole Velké ceny Monaka musel kvůli technickým problémům odstoupit. První body získal za deváté místo při domácí Velké ceně Kanady.
Při Velké ceně Ázerbájdžánu dokázal dojet na třetím místě. Stal se tak nejmladším nováčkem a druhým nejmladším jezdcem po Maxi Verstappenovi, který se ve věku 18 let a 239 dní dokázal postavit na pódium.
V mokré kvalifikaci na Velkou cenu Itálie dokázal zajet čtvrtý nejrychlejší čas a díky penalizaci jezdců Red Bullu se posunul na druhé místo. Stal se tak nejmladším jezdcem, který ve věku 18 let a 310 dní stál v první řadě na startovním roštu. Závod dokončil na sedmém místě.
Ve Velké ceně Mexika dokázal dojet na šestém místě po startu z jedenáctého místa.
Celkově v sezóně skončil na 12. místě se ziskem čtyřiceti bodů.

#### 2018
V sezóně 2018 se Strollovi již tolik nedařilo. První body získal za osmé místo při Velké ceně Ázerbájdžánu. Domácí závod v Kanadě po kolizi s Brendonem Hartleym nedokončil. Další dva body získal za deváté místo v Itálii.
V sezóně získal 6 bodů a skončil na celkovém 18. místě.

### Racing Point (2019–2020)

#### 2019
Dne 30. listopadu 2018 bylo oznámeno, že se Stroll v sezóně 2019 stane jezdcem týmu Racing Point. Nahradil tak Estebana Ocona.
V prvním závodě v Austrálii dokázal dojet na bodovaném devátém místě. Z Velké ceny Španělska musel po kolizi s Landem Norrisem odstoupit. V domácí Velké ceně Kanady skončil na devátém místě. Po výborném strategickém tahu týmu, dojel ve Velké ceně Německa na čtvrtém místě. V Itálii startoval z devátého místa, ale po kolizi se Sebastianem Vettelem se propadl mimo body. Při Velké ceně Ruska dojel těsně mimo body na jedenáctém místě. V Japonsku se po diskvalifikaci jezdců týmu Renault posunul na bodované deváté místo. Závod v Brazílii kvůli problémům se zavěšením kola nedokončil. Ani poslední závod v Abú Zabí nedokončil.
V sezóně obsadil celkové 15. místo se ziskem 21 bodů.

#### 2020
I v sezóně 2020 pokračuje Stroll u týmu Racing Point.
Kvůli pandemii covidu-19 byl start sezóny odložen. Prvním závodem byla Velká cena Rakouska, kterou kvůli problémům s motorem nedokončil. V následujícím závodě, který nesl název Velká cena Štýrska, skončil na bodovaném sedmém místě. Do Velké ceny Maďarska odstartoval ze třetího místa. Závod dokončil na místě čtvrtém. V následujícím závodě v Británii skončil na devátém místě. I o týden později během Velké ceny 70. výročí Formule 1 skončil na bodech a to na šestém místě. Do Velké ceny Španělska startoval z pátého místa. Hned po startu se dostal na třetí pozici, kde se několik kol držel před Valtterim Bottasem. Závod dokončil, i díky penalizaci týmového kolegy Sergia Péreze, na čtvrtém místě. Díky červeným vlajkám při Velké ceně Itálie se dostal na druhé místo a závod dokončil na místě třetím, získal tak první pódiové umístění pro tým Racing Point. Následující závod v Toskánsku po nehodě nedokončil. Ani následující závod v Rusku po kolizi nedokončil. Do závodu v Eifelu kvůli zdravotním potížím nenastoupil. V závodě ho nahradil Nico Hülkenberg. Po návratu do sedačky se mu tolik nedařilo. Závod v Portugalsku kvůli poškození po kolizi nedokončil. A žádné body nezískal ani při Velké ceně Emilia Romagna, když také na začátku závodu kolidoval a kvůli výměně křídla se propadl na poslední pozici. V kvalifikaci na Velkou cenu Turecka obsadil na mokré trati první pozici a získal tak své první pole position v kariéře. Během závodu se dlouho držel na prvním místě, ale nakonec se od poloviny závodu začal propadat a na konci závodu obsadil deváté místo. Při Velké ceně Bahrajnu kolidoval s Daniilem Kvjatem a závod nedokončil. Ve Velké ceně Sachíru získal své třetí pódium v kariéře, když obsadil třetí místo. V posledním závodě, který se konal v Abú Zabí, obsadil poslední bodované desáté místo.
Celkově získal 75 bodů a obsadil 11. místo.

### Aston Martin (2021–dosud)

#### 2021
Od sezóny 2021 se z týmu Racing Point stal tým Aston Martin.
V úvodním závodě sezóny, který se konal v Bahrajnu, obsadil Stroll desáté místo a získal tak první bod pro staronový tým. V dalším závodě, který se konal v Itálii, skončil na osmém místě. Při kvalifikaci na Velkou cenu Portugalska se nedokázal dostat z její první části a startoval až ze sedmnáctého místa. Závod dokončil mimo body na místě čtrnáctém. V následujícím závodě ve Španělsku skončil těsně mimo body na jedenáctém místě. Při Velké ceně Monaka získal další body za osmé místo. Ve Velké ceně Ázerbájdžánu měl velkou nehodu, když mu na rovince ve vysoké rychlosti praskla pneumatika. V závodech ve Francii, ve Štýrsku a ve Velké Británii si připsal další body. Závod v Maďarsku po kolizi v úvodním kole nedokončil. Do Velké ceny Belgie startoval po penalizaci z devatenáctého místa. Kvůli silnému dešti se odjela pouze dvě kola za safety carem a závod byl ukončen. Stroll byl klasifikovaný jako poslední, jelikož dostal penalizace za to, že jeho auto bylo upraveno během červených vlajek. V závodě v Nizozemsku žádné body nezískal. Další body získal za sedmé místo při Velké ceně Itálie. Při Velké ceně Ruska se dlouho držel na bodovaných pozicích, ale na skončil na jedenáctém místě. V Turecku získal body za deváté místo. V dalších závodech žádné body nezískal. V závodě v São Paulo kolidoval s Júkim Cunodou a kvůli poškození vozu, po této kolizi, závod nedokončil. Ve Velké ceně Kataru skončil na šestém místě. Do konce sezóny už žádné body nezískal.
Celkově získal 34 bodů a obsadil konečné 13. místo.

#### 2022
Při úvodním závodě sezóny 2022, který se jel v Bahrajnu se umístil na dvanáctém místě. Při prvním závodě se mu ani jeho týmu moc nedařilo. Jeden z důvodů byl, že Sebastian Vettel ( Strollův týmový kolega) byl pozitivně testován na covid-19. Zastoupil ho rovněž německý pilot Nico Hülkenberg. V kvalifikaci skončil Stroll předposlední a nebýt dvou rychlých odstoupení v závěru Sergia Péreze a Maxe Verstappena závod by pro něj také moc dobře nedopadl. I tak se na body v prvním závodě v Bahrajnu nedostal.

## Výsledky
| Legenda k tabulce | Legenda k tabulce                                                                       |
| Barva             | Výsledek                                                                                |
| ----------------- | --------------------------------------------------------------------------------------- |
| Zlatá             | Vítěz                                                                                   |
| Stříbrná          | 2. místo                                                                                |
| Bronzová          | 3. místo                                                                                |
| Zelená            | Bodované umístění                                                                       |
| Modrá             | Nebodované umístění                                                                     |
| Modrá             | Dokončil neklasifikován (NC)                                                            |
| Fialová           | Odstoupil (Ret)                                                                         |
| Červená           | Nekvalifikoval se (DNQ)                                                                 |
| Červená           | Nepředkvalifikoval se (DNPQ)                                                            |
| Černá             | Diskvalifikován (DSQ)                                                                   |
| Bílá              | Nestartoval (DNS)                                                                       |
| Bílá              | Závod zrušen (C)                                                                        |
| Světle modrá      | Pouze trénoval (PO)                                                                     |
| Světle modrá      | Páteční testovací jezdec (TD)                                                           |
| Bez barvy         | Netrénoval (DNP)                                                                        |
| Bez barvy         | Vyřazen (EX)                                                                            |
| Bez barvy         | Nepřijel (DNA)                                                                          |
| Bez barvy         | Odvolal účast (WD)                                                                      |
| Bez barvy         | Nezúčastnil se (prázdné)                                                                |
| Označení          | Význam                                                                                  |
| Tučnost           | Pole position                                                                           |
| Kurzíva           | Nejrychlejší kolo                                                                       |
| †                 | Jezdec nedojel do cíle, ale byl klasifikován, protože odjel více než 90 % délky závodu. |
| ‡                 | Byl udělován poloviční počet bodů, protože bylo odjeto méně než 75 % délky závodu.      |
| Horní index       | Umístění bodujících jezdců ve sprintu                                                   |

### Závodní kariéra
| Sezóna | Série                 | Tým                                   | Závody | Vítězství | PP | NK | Pódia | Body | Umístění   |
| ------ | --------------------- | ------------------------------------- | ------ | --------- | -- | -- | ----- | ---- | ---------- |
| 2014   | Florida Winter Series | Ferrari Driver Academy                | 12     | 0         | 1  | 0  | 2     | —    | —          |
| 2014   | Italská F4            | Prema Powerteam                       | 18     | 7         | 5  | 11 | 13    | 331  | 1. místo   |
| 2015   | FIA Formule 3         | Prema Powerteam                       | 32     | 1         | 0  | 0  | 6     | 231  | 5. místo   |
| 2015   | Macau Grand Prix      | Prema Powerteam                       | 1      | 0         | 0  | 0  | 0     | —    | 8. místo   |
| 2015   | Toyota Racing Series  | M2 Competition                        | 16     | 4         | 0  | 1  | 10    | 906  | 1. místo   |
| 2016   | FIA Formule 3         | Prema Powerteam                       | 30     | 14        | 14 | 13 | 20    | 507  | 1. místo   |
| 2016   | IMSA SportsCar        | Ford Chip Ganassi Racing              | 1      | 0         | 0  | 0  | 0     | 27   | 27. místo  |
| 2017   | Formule 1             | Williams Martini Racing               | 20     | 0         | 0  | 0  | 1     | 40   | 12. místo  |
| 2018   | Formule 1             | Williams Martini Racing               | 21     | 0         | 0  | 0  | 0     | 6    | 18. místo  |
| 2018   | IMSA SportsCar        | Jackie Chan DCR JOTA                  | 1      | 0         | 0  | 0  | 0     | 20   | 55. místo  |
| 2019   | Formule 1             | SportPesa Racing Point F1 Team        | 21     | 0         | 0  | 0  | 0     | 21   | 15. místo  |
| 2020   | Formule 1             | BWT Racing Point F1 Team              | 17     | 0         | 1  | 0  | 2     | 75   | 11. místo  |
| 2021   | Formule 1             | Aston Martin Cognizant F1 Team        | 22     | 0         | 0  | 0  | 0     | 34   | 13. místo  |
| 2022   | Formule 1             | Aston Martin Aramco Cognizant F1 Team | 22     | 0         | 0  | 0  | 0     | 18   | 15. místo  |
| 2023   | Formule 1             | Aston Martin Aramco Cognizant F1 Team | 22     | 0         | 0  | 0  | 0     | 74   | 10. místo  |
| 2024   | Formule 1             | Aston Martin Aramco F1 Team           | 24     | 0         | 0  | 0  | 0     | 24   | 13. místo  |
| 2025   | Formule 1             | Aston Martin Aramco F1 Team           | 12     | 0         | 0  | 0  | 0     | 20*  | 12. místo* |

### Kompletní výsledky ve Formuli 1
| Rok  | Tým                                   | Vůz                | Motor                                  | 1       | 2       | 3       | 4      | 5       | 6       | 7       | 8       | 9       | 10      | 11      | 12      | 13     | 14     | 15      | 16      | 17      | 18     | 19      | 20      | 21      | 22     | 23      | 24     | Body | Umístění   |
| ---- | ------------------------------------- | ------------------ | -------------------------------------- | ------- | ------- | ------- | ------ | ------- | ------- | ------- | ------- | ------- | ------- | ------- | ------- | ------ | ------ | ------- | ------- | ------- | ------ | ------- | ------- | ------- | ------ | ------- | ------ | ---- | ---------- |
| 2017 | Williams Martini Racing               | Williams FW40      | Mercedes M08 EQ Power+ 1,6 V6 t        | AUS Ret | CHN Ret | BHR Ret | RUS 11 | ESP 16  | MON 15† | CAN 9   | AZE 3   | AUT 10  | GBR 16  | HUN 14  | BEL 11  | ITA 7  | SIN 8  | MAL 8   | JPN Ret | USA 11  | MEX 6  | BRA 16  | ABU 18  |         |        |         |        | 40   | 12. místo  |
| 2018 | Williams Martini Racing               | Williams FW41      | Mercedes M09 EQ Power+ 1,6 V6 t        | AUS 14  | BHR 14  | CHN 14  | AZE 8  | ESP 11  | MON 17  | CAN Ret | FRA 17† | AUT 14  | GBR 12  | GER Ret | HUN 17  | BEL 13 | ITA 9  | SIN 14  | RUS 15  | JPN 17  | USA 14 | MEX 12  | BRA 18  | ABU 13  |        |         |        | 6    | 18. místo  |
| 2019 | SportPesa Racing Point F1 Team        | Racing Point RP19  | Mercedes M10 EQ Power+ 1,6 V6 t        | AUS 9   | BHR 14  | CHN 14  | AZE 9  | ESP Ret | MON 16  | CAN 9   | FRA 13  | AUT 14  | GBR 13  | GER 4   | HUN 17  | BEL 10 | ITA 12 | SIN 13  | RUS 11  | JPN 9   | MEX 12 | USA 13  | BRA 19† | ABU Ret |        |         |        | 21   | 15. místo  |
| 2020 | BWT Racing Point F1 Team              | Racing Point RP20  | Mercedes M11 EQ Performance 1,6 V6 t   | AUT Ret | STY 7   | HUN 4   | GBR 9  | 70A 6   | ESP 4   | BEL 9   | ITA 3   | TUS Ret | RUS Ret | EIF WD  | POR Ret | EMI 13 | TUR 9  | BHR Ret | SKR 3   | ABU 10  |        |         |         |         |        |         |        | 75   | 11. místo  |
| 2021 | Aston Martin Cognizant F1 Team        | Aston Martin AMR21 | Mercedes M12 E Performance 1,6 V6 t    | BHR 10  | EMI 8   | POR 14  | ESP 11 | MON 8   | AZE Ret | FRA 10  | STY 8   | AUT 13  | GBR 8   | HUN Ret | BEL 20  | NED 12 | ITA 7  | RUS 11  | TUR 9   | USA 12  | MXC 14 | SAP Ret | QAT 6   | SAU 11  | ABU 13 |         |        | 34   | 13. místo  |
| 2022 | Aston Martin Aramco Cognizant F1 Team | Aston Martin AMR22 | Mercedes F1 M13 E Performance 1,6 V6 t | BHR 12  | SAU 13  | AUS 12  | EMI 10 | MIA 10  | ESP 15  | MON 14  | AZE 16† | CAN 10  | GBR 11  | AUT 13  | FRA 10  | HUN 11 | BEL 11 | NED 10  | ITA Ret | SIN 6   | JPN 12 | USA Ret | MXC 15  | SAP 10  | ABU 8  |         |        | 18   | 15. místo  |
| 2023 | Aston Martin Aramco Cognizant F1 Team | Aston Martin AMR23 | Mercedes F1 M14 E Performance 1,6 V6 t | BHR 6   | SAU Ret | AUS 4   | AZE 7  | MIA 12  | MON Ret | ESP 6   | CAN 9   | AUT 94  | GBR 14  | HUN 10  | BEL 9   | NED 11 | ITA 14 | SIN DNS | JPN Ret | QAT 11  | USA 7  | MXC 17† | SAP 5   | LVG 5   | ABU 10 |         |        | 74   | 10. místo  |
| 2024 | Aston Martin Aramco F1 Team           | Aston Martin AMR24 | Mercedes F1 M15 E Performance 1,6 V6 t | BHR 10  | SAU Ret | AUS 6   | JPN 12 | CHN 15  | MIA 17  | EMI 9   | MON 14  | CAN 7   | ESP 14  | AUT 13  | GBR 7   | HUN 10 | BEL 11 | NED 13  | ITA 19  | AZE 19† | SIN 14 | USA 15  | MXC 11  | SAP DNS | LVG 15 | QAT Ret | ABU 14 | 24   | 13. místo  |
| 2025 | Aston Martin Aramco F1 Team           | Aston Martin AMR25 | Mercedes F1 M16 E Performance 1,6 V6 t | AUS 6   | CHN 9   | JPN 20  | BHR 17 | SAU 16  | MIA 165 | EMI 15  | MON 15  | ESP WD  | CAN 17  | AUT 14  | GBR 7   | BEL    | HUN    | NED     | ITA     | AZE     | SIN    | USA     | MXC     | SAP     | LVG    | QAT     | ABU    | 20*  | 12. místo* |